# Julio Baghy

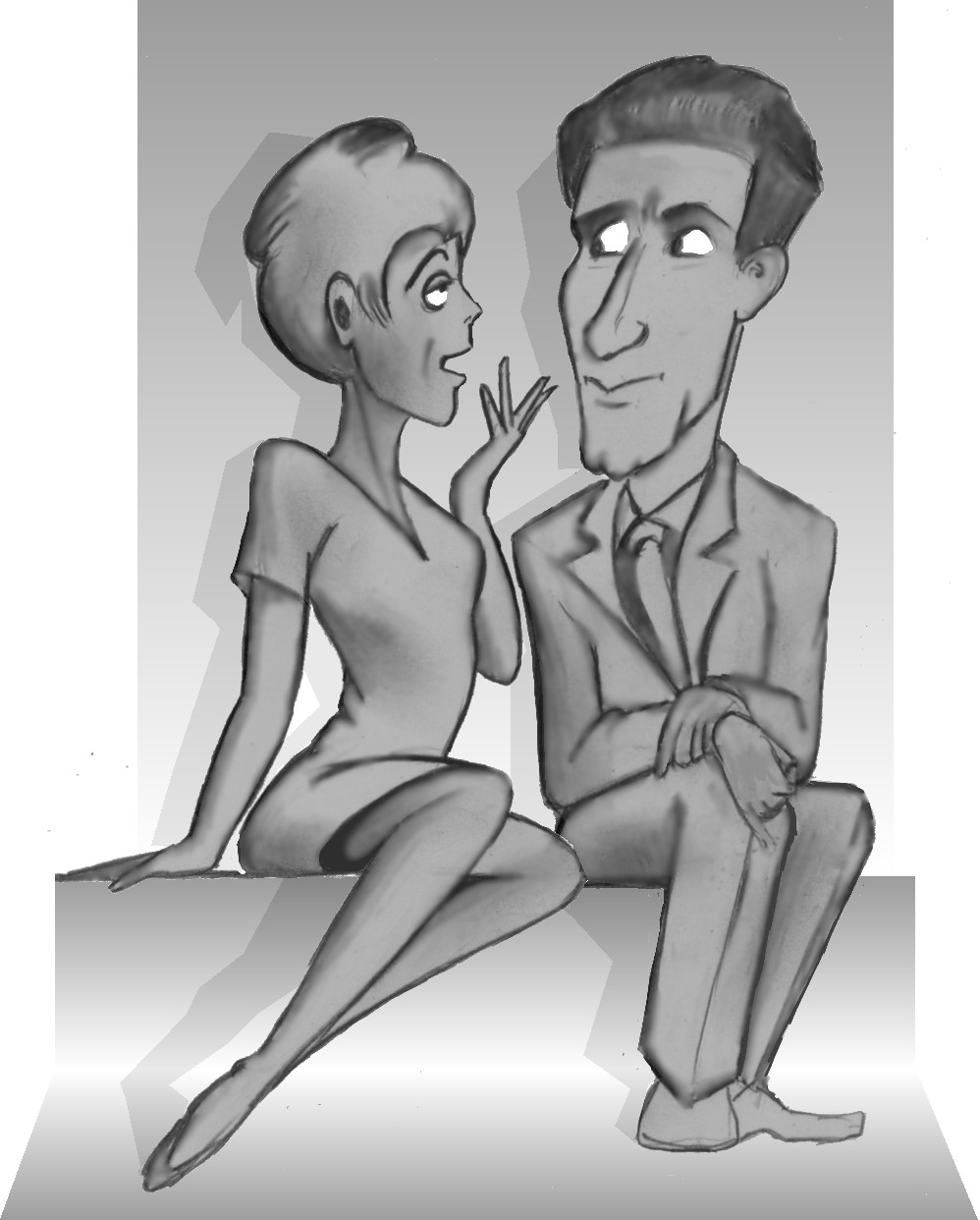
Karykatura Julia Baghyego autorstwa Serge Sire

Julio Baghy, a właściwie Baghy Gyula ([ˈʝulɒ ˈbɒgi], ur. 13 stycznia 1891 w Segedynie, zm. 18 marca 1967 w Budapeszcie) – węgierski pisarz, poeta i aktor, znany główny ze swojej twórczości w języku esperanto. Urodzony na dzisiejszych Węgrzech, nauczył się esperanta w 1911 roku, swoją pracę na rzecz ruchu esperanckiego rozpoczął podczas swojego sześcioletniego wojennego zesłania na Syberię. Później wiceprzewodniczący Akademio de Esperanto.

## Życiorys
Ojciec Baghyego był aktorem dramatycznym, a jego matka pracowała jako sufler teatralny. Po skończeniu szkoły także on sam stał się aktorem i reżyserem różnych sztuk. Jego karierę przerwała I wojna światowa. Jeszcze podczas swojej młodości jego wiersze i nowele w języku węgierskim pojawiały się w węgierskich gazetach. W 1911 poznał esperanto, które wraz ze swoją ideologią przyciągnęło go. Podczas sześcioletniego zesłania na Syberię rozpoczął pracę w ruchu esperanckim, prowadząc liczne kursy tego języka dla przedstawicieli różnych narodowości. Wróciwszy do Węgier po wojnie, stał się jednym z głównych liderów ruchu. Prowadził kursy na wielu poziomach, organizował wieczory literackie itp.

## Dzieła
- Arĝenta duopo, 1937 (wraz z Kálmánem Kalocsaym),
- Aŭtuna foliaro, 1965,
- Bukedo, 1922,
- Ĉielarko, 1966,
- Dancu Marionetoj!, 1927,
- En maskobalo, 1977,
- Heredaĵo, 1939,
- Hura!, 1930,
- Hurra für nichts!, 1933 (niemieckie tłumaczenie Hura!),
- Koloroj, 1960,
- La Teatra Korbo, 1924,
- La Vagabondo Kantas, 1933,
- La verda koro, 1937,
- Le printemps en automne, 1961,
- Migranta Plumo, 1923,
- Ora duopo, 1966 (wraz z Kálmánem Kalocsaym),
- Pilgrimo - 1926,
- Preter la vivo, 1923,
- Printempo en la Aŭtuno, 1931,
- Sonĝe sub pomarbo, 1956,
- Sur sanga tero, 1933,
- Tavasz az őszben, 1930,
- Verdaj Donkihxotoj, 1933,
- Viktimoj, 1925,